# Dasodis cladographa
Dasodis cladographa är en fjärilsart som beskrevs av Diakonoff 1983. Dasodis cladographa ingår i släktet Dasodis och familjen vecklare. Inga underarter finns listade i Catalogue of Life.